# Bodil Aline Jørgensen
Bodil Aline Jørgensen (født 12. oktober 1963) er en dansk forfatter. Hun er klassisk-sproglig student fra 1983 og uddannet læsepædagog i 2004.